# 이스트강

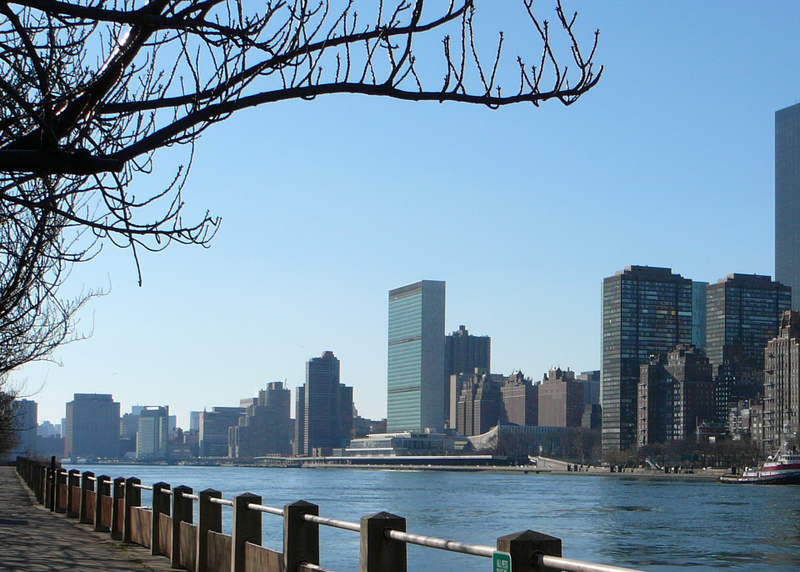
이스트 강

이스트강(영어: East River)은 미국 뉴욕주 뉴욕에 있는 해협이다. 북단에 위치한 어퍼 뉴욕 만과 롱아일랜드 사운드를 잇는다. 이 강은 롱아일랜드(퀸스와 브루클린 포함)와 맨해튼, 브롱크스를 나눈다. 이 강은 한때 사운드 리버(Sound River)라고 불리기도 했는데 이는 롱아일랜드 사운드와 연결된 데에 기인한다.

## 같이 보기
- 뉴욕의 지리